# 藍染植物

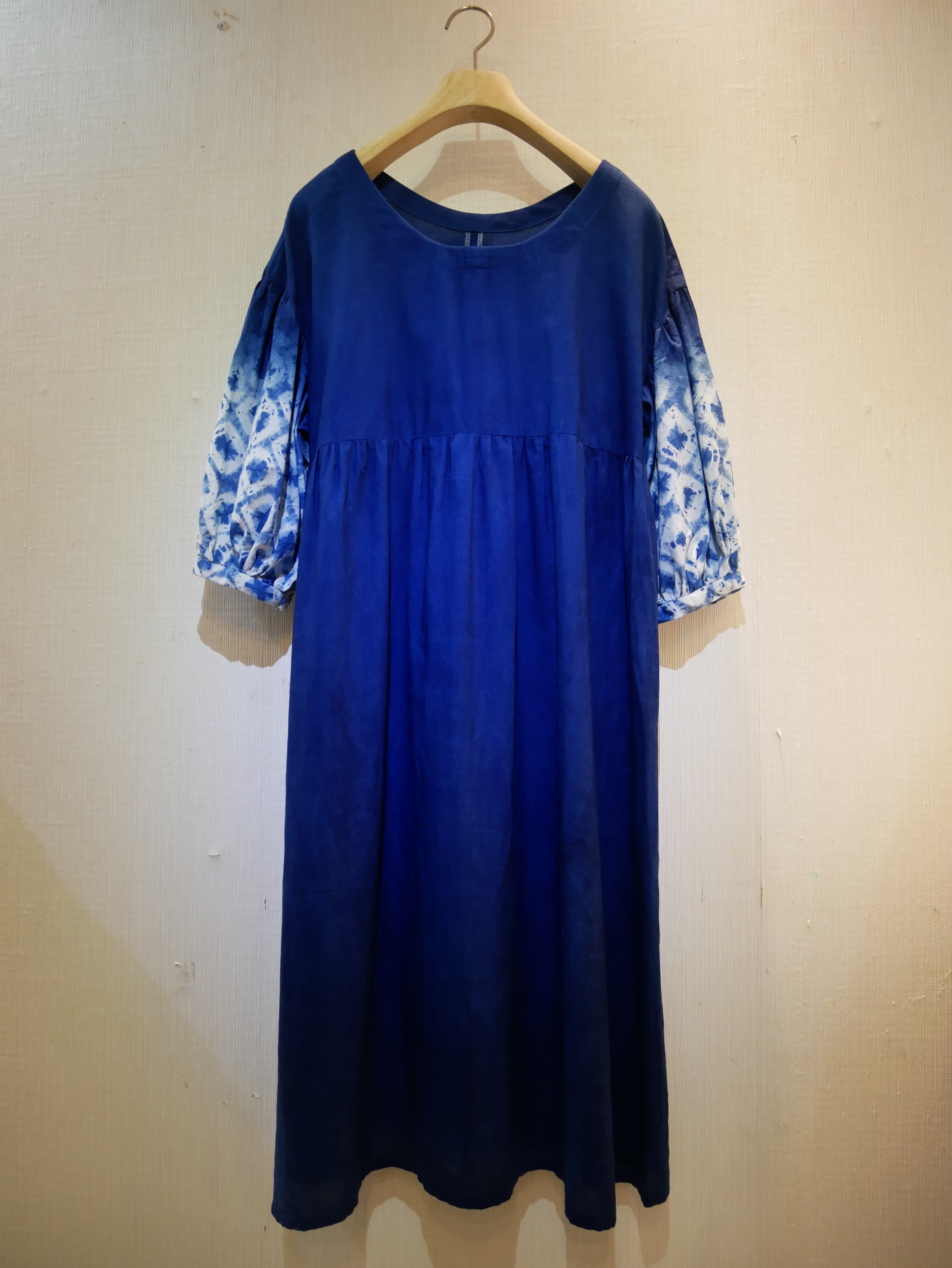
「藍與白系列」藍染服飾（三峽區歷史文物館展示）

蓝染植物是可用于加工以产生蓝色染料的植物，用這種染料染出來的織物稱為藍染，古稱藍草。

## 常见植物
目前常用的蓝染植物有下列四种：
- 马蓝：又名大菁，爵床科，多年生草本植物，生长在低海拔森林，中国西南部、东南亚等地区均有生长。
- 木蓝：又名小菁，豆科，多年生灌木，最高可达二米。多种于热带、亚热带地区，主要产地为印度次大陆，过于用于制取植物染料蓝靛。
- 蓼蓝：蓼科，一年生或二年生草本植物，原产地为中南半岛，约公元五世纪从中国传到日本，为日本主要的蓝色染料原料。
- 菘蓝：十字花科，生长在较寒冷地带，目前中国河南、河北、山东一带有生长。其叶在中药中称为大青叶，其根即板蓝根，有清热解毒，去火润喉的功效，常用于治疗感冒，同时板蓝根也是民间艺术大理白族扎染所使用的原料。